# Edison Bell Consolidated Phonograph Company
Edison Bell Consolidated Phonograph Company, Ltd. war ein Londoner Unternehmen, das Tonaufzeichnungen herstellte und Phonographen, Graphophone und Aufzeichnungen verkaufte.

## Historie
Chichester Bell, ein Cousin von Alexander Graham Bell, hatte ab 1885 zusammen mit Charles Sumner Tainter wachsbeschichtete Zylinder für ihr Graphophon  entwickelt.
Am 30. November 1892 gründeten sie in London die Edison-Bell Consolidated Phonograph Company, Ltd, die von der Edison United Phonograph Company das exklusive Recht für den britischen Phonographenmarkt erhielt. Das Unternehmen war eine Rekonstruktion der Edison-Phonograph Bell Corporation, Ltd, die selbst Nachfolger der Edison-Phonograph United Company war.
Die 1897 von James Edward Hough gegründete exklusive Tochterfirma Edisonia, Ltd wurde, wie auch andere Unternehmensteile, bald wieder integriert. Hough übernahm 1898 die Leitung. In dieser Zeit wurde ihnen das Bild mit Nipper angeboten.
Bis 1903 bezogen sie ihre Phonographen von der Edison Phonograph Works. Nach dem Ablauf der Patente war der Markt für Mitbewerber geöffnet. Angespannte Geschäftsbeziehungen führten dazu, dass Edison in Großbritannien direkt mit der National Phonograph Company, Ltd handelte.
Nachdem ein Feuer die Zylinderfertigung zerstört hatte, ging das Unternehmen 1909 in Konkurs und wurde von James Edward Hough übernommen, der daraus offiziell die J.E. Hough, Ltd. gründete (und 1912 auch The Winner Records). Der Name Edison-Bell blieb bestehen.
Infolge der Wirtschaftskrise wurde das Unternehmen 1932 von Decca Records übernommen.